# Британські Навітряні острови
Британські Навітряні острови (англ. British Windward Islands) — колонії Британії починаючи з 1833 року. В 1871 році колонії отримали назву Федеральні колонії Навітряних островів. В 1958 році острови доєдналися до Федерації Вест-Індії. 

## Історія
Колонія була створена в 1833 році. До її складу увійшли колишні британські колонії — Гренада, Сент-Люсія, Сент-Вінсент, Гренадини, Барбадос і Тобаго.  
У 1871 році британські Навітряні острови були перейменовані на Федеральні колонії Навітряних островів. У 1885 році Барбадос став незалежною колонією, а в 1889 році Тобаго був включений до колонії Тринідад.  У 1940 році Домініка доєдналася до федерації (раніше була у складі Британських Підвітряних островів). 3 січня 1958 року Британські навітряні острови стали частиною Федерації Вест-Індії. В 1960 колонія остаточно розформувалась.